# Квінт Опімій
Квінт Опімій (лат. Quintus Opimius; II століття до н. е.) — політичний, державний і військовий діяч Римської республіки, консул 154 року до н. е.

## Біографія
Походив з плебейського роду Опіміїв. Відомо, що дід і батько його також мали преномен і номен «Квінт Опімій».
До 157 року до н. е. отримав посаду претора.
154 року до н. е. його було обрано консулом разом з Луцієм Постумієм Альбіном. Але той несподівано помер, через що було обрано консулом-суффектом Манія Ацилія Глабріона. Квінту Опімію було доручено вести війну з лігурами, які почали ворогувати із союзником Римської республіки Массілією (на місті сучасного Марселю). Він вторгся в Лігурію і взяв місто Егітна, жителів якого продав у рабство. На річці Апрон він був атакований 4-тисячним загоном племені оксібієв, але легко змусив його тікати, а потім розгромив і декієтів, які прийшли на допомогу лігурам. Обидва племені капітулювали. Квінт Опімій віддав частину їх земель Массілії і зобов'язав їх видавати массілійцам заручників, після чого повернувся до Риму, хоча про отримання тріумфу за такі вдалі дії відомостей у джерелах немає.
З того часу про його подальшу долю Квінта Опімія згадок немає.
Імовірно через його плебейське походження про нього залишили анекдотичні згадки Цицерон і Гай Луцилій, які виставляли його у поганому вигляді.

## Родина
Ймовірно мав 2-х синів:
- Квінт
- Луцій Опімій, консул 121 року до н. е.